# Stade Poitevin Volley Beach 2015-2016
Questa voce raccoglie le informazioni riguardanti lo Stade Poitevin Volley Beach nelle competizioni ufficiali della stagione 2015-2016.

## Organigramma societario
Area direttiva
- Presidente: Claude Berrard
- Vice presidente: Didier Loiret, Richard Schneekonig
- Segreteria: Dolly Boucher, Bataille Elisabeth Palluaud, Charlyse Brun
- Consigliere: Mickael Pichon, Thierry Montero, Patrice Marmain, Alain Delaval, Christian Bonnin, Philippe Blanchard, Elisabeth Palluaud Bataille, Joël Jacquet, Richard Schneekonig, Marc Fageole, Hugues Carles, Philippe Viroulet

Area organizzativa
- Tesoriere: Michel Plat, Joël Jacquet

Area tecnica
- Allenatore: Brice Donat
- Allenatore in seconda: Laurent Lecina
- Scout man: Saverio Di Lascio
- Coordinatore sportivo: Julien Gomme

Area sanitaria
- Medico: Philippe Bouchand
- Fisioterapista: Simon Gourdon

## Rosa
| N° | Nome             | Ruolo | Data di nascita  | Nazionalità sportiva |
| -- | ---------------- | ----- | ---------------- | -------------------- |
| 1  | Eldin Demirović  | S     | 8 giugno 1992    | Francia              |
| 3  | Vincent Duhagon  | S     | 30 gennaio 1981  | Francia              |
| 4  | Bojan Janić      | S     | 11 marzo 1982    | Serbia               |
| 5  | Rija Rafidison   | L     | 29 aprile 1981   | Francia              |
| 6  | Stoyko Nenchev   | C     | 25 novembre 1984 | Bulgaria             |
| 8  | Nimir Abdel-Aziz | P     | 5 febbraio 1992  | Paesi Bassi          |
| 9  | Andri Aganits    | C     | 7 settembre 1993 | Estonia              |
| 10 | Jérémie Hébert   | L     | 10 aprile 1983   | Francia              |
| 11 | Raydel Poey      | S/O   | 20 febbraio 1982 | Cuba                 |
| 12 | Jérémy Audric    | P     | 2 aprile 1986    | Francia              |
| 15 | Théo Debard      | L     | 31 gennaio 1995  | Francia              |
| 16 | Frédéric Barais  | S     | 10 dicembre 1989 | Francia              |
| 18 | Novica Bjelica   | C     | 9 febbraio 1983  | Croazia              |
| 19 | Zbigniew Bartman | S/O   | 4 maggio 1987    | Polonia              |